# Oxalis morenoensis
Oxalis morenoensis är en harsyreväxtart som beskrevs av A. Lourteig. Oxalis morenoensis ingår i släktet oxalisar, och familjen harsyreväxter. Inga underarter finns listade i Catalogue of Life.